# Sihora
Sihora là một thành phố và khu đô thị của quận Jabalpur thuộc bang Madhya Pradesh, Ấn Độ.

## Địa lý
Sihora có vị trí 23°29′B 80°07′Đ / 23,48°B 80,12°Đ Nó có độ cao trung bình là 386 mét (1266 feet).

## Nhân khẩu
Theo điều tra dân số năm 2001 của Ấn Độ, Sihora có dân số 37.887 người. Phái nam chiếm 52% tổng số dân và phái nữ chiếm 48%. Sihora có tỷ lệ 68% biết đọc biết viết, cao hơn tỷ lệ trung bình toàn quốc là 59,5%: tỷ lệ cho phái nam là 75%, và tỷ lệ cho phái nữ là 59%. Tại Sihora, 15% dân số nhỏ hơn 6 tuổi.